# إي تشون سو
لي تشون سو، من مواليد 9 يوليو 1981، لاعب كرة قدم كوري جنوبي، ويلعب مع نادي أولسان تايغرز ومنتخب كوريا الجنوبية لكرة القدم.
بدأ لي مسيرته الكروية مع نادي أولسان تايغرز في موسم 2002/2003، وقد شارك معهم في 36 مباراة وسجل 15 هدف، وفي موسم 2003/2004 انتقل إلى نادي ريال سوسييداد الإسباني، ولعب معه 13 مباراة ولم يسجل أي هدف، وفي موسم 2004/2005 انتقل إلى نادي نومانثيا الإسباني ولعب معهم 15 مباراة ولم يسجل أي هدف، وعاد في عام 2005 انتقل نادي أولسان تايغرز.
ووقع عقد بتاريخ 23/6/2009 م للعب لنادي النصر السعودي وقد عاد إلى كوريا في شهر مارس2010 بعد أن هرب من السعودية متجهاّ إلى دولة الإمارات العربية المتحدة لأسباب مجهولة.
و قد أختير لي تشون سو كأفضل لاعب شاب في آسيا في عام 2002.
و شارك لي مع منتخب كوريا الجنوبية لكرة القدم في كأس العالم لكرة القدم 2002 وكأس العالم لكرة القدم 2006.

## وصلات خارجية
- إي تشون سو على موقع الاتحاد الدولي (مؤرشف)  (الإنجليزية)
- إي تشون سو على موقع رابطة كرة القدم اليابانية للمحترفين (اليابانية)
- إي تشون سو على موقع دوري كوريا الجنوبية (الإنجليزية)
- إي تشون سو على موقع قاعدة بيانات كرة القدم.إي يو (الإنجليزية)
- إي تشون سو على موقع ناشيونال فوتبول تيمز (الإنجليزية)
- إي تشون سو على موقع Soccerway.com (الإنجليزية)
- إي تشون سو على موقع أوليمبيديا (الإنجليزية)